# Griphopithecus
 Griphopithecus  ist eine ausgestorbene Gattung der Altweltaffen, die vor rund 12 Millionen Jahren während des Miozäns in Mitteleuropa und in der Türkei vorkam. Holotypus der Gattung und der Typusart Griphopithecus suessi ist ein einzeln erhalten gebliebener, großer linker 3. Unterkiefer-Backenzahn vom Fundort „Sandberg“ in Devínska Nová Ves, Slowakei, der im Naturhistorischen Museum Wien verwahrt wird. Die Größe des Zahns lässt darauf schließen, dass sein Besitzer zu Lebzeiten ungefähr so groß wie ein heute lebender Schimpanse war.

## Namensgebung
Die Bezeichnung der Gattung Griphopithecus verweist auf Gripho († 753), den Sohn Karl Martells, und auf altgriechisch πίθηκος píthēkos, deutsch ‚Affe‘. Das Epitheton der Typusart, suessi, ehrt den österreichischen Geologen Eduard Suess, das Epitheton alpani ehrt Sadrettin Alpan, den ehemaligen Generaldirektor des türkischen M.T.A. (türkisch Maden ve Tetkik Arama Genel Müdürlüğü, englisch Mineral Research & Exploration General Directorate).

## Funde
Die Gattung Griphopithecus wurde im Jahr 1902 vom österreichischen Paläontologen Othenio Abel erstmals wissenschaftlich beschrieben. In einer Sitzung der in Wien ansässigen Kaiserlichen Akademie der Wissenschaften stellte er am 18. Dezember 1902 zwei Arten dieser Gattung vor, jeweils belegt durch einen einzigen Zahn vom gleichen Fundort in der heutigen Slowakei: Als Holotypus von Griphopithecus suessi galt ihm ein linker 1. oder 2. großer Oberkiefer-Backenzahn, als Holotypus von Griphopithecus darwini der linke Unterkiefer-Backenzahn. Die Merkmale beider Zähne grenzte er vor allem gegen die Gattung Dryopithecus ab.
Die von Abel gewählte Zuweisung beider Funde zu zwei Arten stieß bereits in den 1920er- und 1930er-Jahren auf Widerspruch bei Fachkollegen und wurde schließlich im Jahr 1996 aufgehoben. Beide Zähne werden seitdem Griphopithecus suessi zugeordnet. Ob ein Oberarmknochen und eine Elle aus Kleinhadersdorf ebenfalls zu Griphopithecus suessi gehören oder – wie nach ihrer Entdeckung so entschieden – zu Austriacopithecus, ist nicht endgültig geklärt.
1974 ordnete Ibrahim Tekkaya einen im Vorjahr unweit der Stadt Çandır (Zentralanatolien) geborgenen Unterkiefer mit teilweise erhaltener Bezahnung der Gattung Griphopithecus zu und wählte für ihn den Artnamen Griphopithecus alpani. Weitere zu dieser zweiten Art gestellte Funde stammen aus der Fundstätte Paşalar im Nordwesten der Türkei. Anhand der Beschaffenheit ihrer Oberfläche konnte beispielsweise für drei Zähne plausibel gemacht werden, dass die Abriebspuren auf eine Ernährung schließen lassen, die jener der heute lebenden Schimpansen ähnelte, also vorwiegend aus Früchten und anderer relativ weicher Nahrung bestand.
In verwandtschaftlicher Nähe zu Griphopithecus stehen möglicherweise die etwas jüngeren Gattungen Kenyapithecus und Equatorius.

## Belege
1. ↑  Isaac Casanovas-Vilar et al.: Updated chronology for the Miocene hominoid radiation in Western Eurasia. In: PNAS. Band 108, Nr. 14, 2011, S. 5554–5559, doi:10.1073/pnas.1018562108.
2. ↑  David R. Begun: European Hominoids. In: Walter C. Hartwig (Hrsg.): The Primate Fossil Record. Cambridge University Press, 2002, S. 344–345, ISBN 0-521-66315-6.
3. ↑  Othenio Abel: Zwei neue Menschenaffen aus den Leithakalkbildungen des Wiener Beckens. In: Sitzungsberichte der Kaiserlichen Akademie der Wissenschaften, mathematisch-naturwissenschaftliche Classe. Abtheilung 1, Band 111, S. 1171–1207, Wien 1902, Volltext (PDF).
4. ↑  Isaac Casanovas‐Vilar et al.: SI Appendix for An updated chronology for the Miocene hominoid radiation in Western Eurasia. S. 3. Volltext (PDF)
 Isaac Casanovas-Vilar: Updated chronology for the Miocene hominoidradiation in Western Eurasia. In: PNAS. Band 108, Nr. 14, 2011, S. 5554–5559, doi:10.1073/pnas.1018562108.
5. ↑  Helmuth Zapfe: Ergebnisse einer Untersuchung der Austriacopithecus-Reste aus dem Mittelmiozän von Klein-Hadersdorf, N.-Ö., und eines neuen Primatenfundes aus der Molasse von Trimmelkam, O.-Ö. In: Sitzungsberichte der Akademie der Wissenschaften, mathematisch-naturwissenschaftliche Klasse. Band 170, 1961, S. 139–148, Volltext
6. 1 2  David W. Cameron: Hominid. Adaptations and Extinctions. University of New South Wales Press, Sydney 2004, S. 89, ISBN 0-86840-716-X.
7. ↑  Ibrahim Tekkaya: A New Species of Tortonian Anthropoid (Primates, Mammalia) from Anatolia. In: Bulletin of the Mineral Research and Exploration [Institute of Turkey]. Band 83, 1974, S. 1–11, Volltext.
8. ↑  Tania King, Leslie Aiello und Peter Andrews: Dental microwear of Griphopithecus alpani. In: Journal of Human Evolution. Band 36, Nr. 1, 1999, S. 3–31, doi:10.1006/jhev.1998.0258.